# Túmulos da Catedral de Roskilde

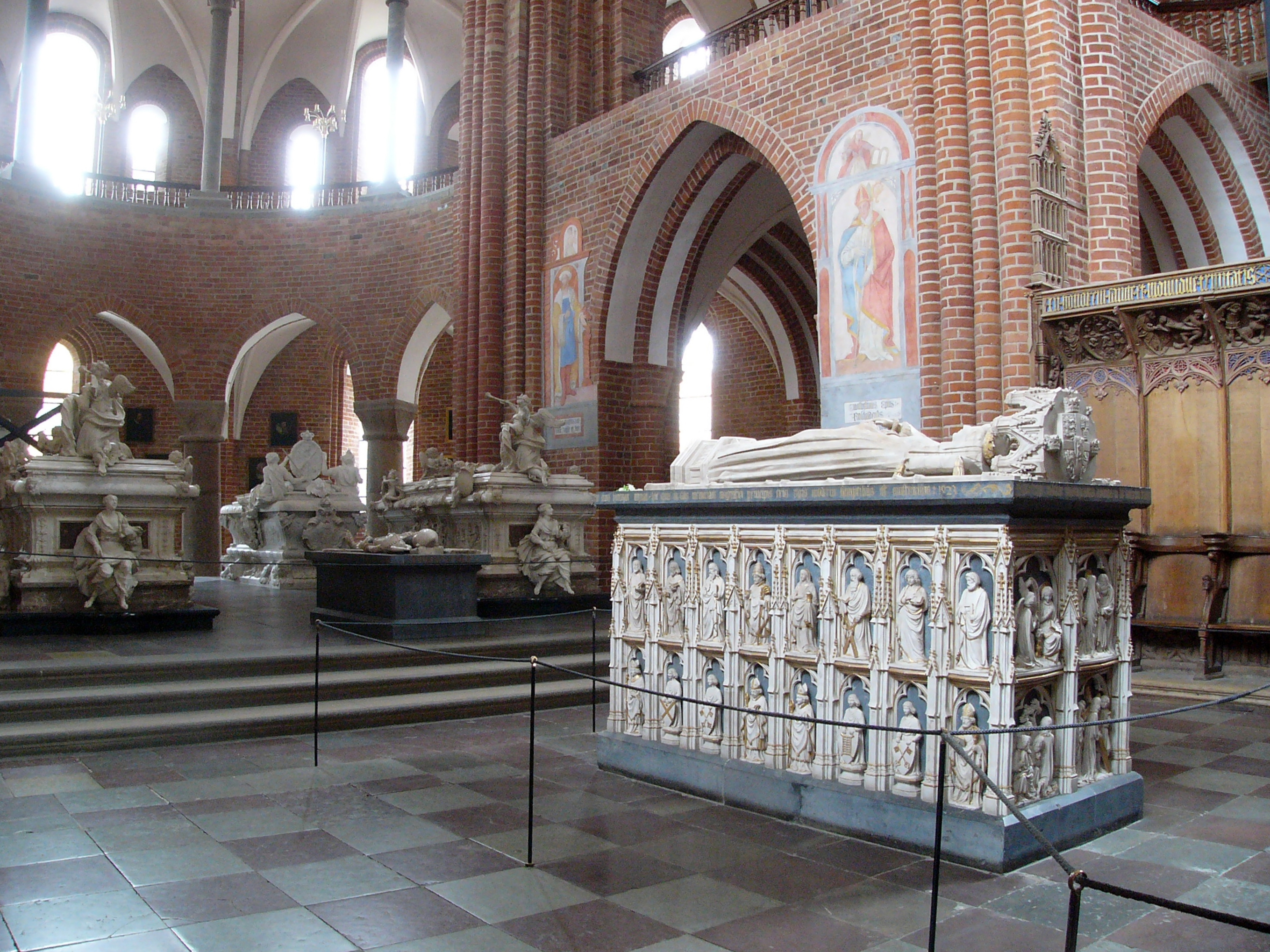
O coro da Catedral de Roskilde com o sarcófago de Margarida I à direita da foto. Na área elevada à esquerda da imagem está o sarcófago com Luísa de Meclemburgo-Güstrow, em primeiro plano o Cristóvão da Dinamarca e à direita o sarcófago acima de Frederico IV.

Os túmulos da Catedral de Roskilde contêm os túmulos de 20 reis e 17 rainhas dinamarqueses. Além dos túmulos reais e epitáfios, há um grande número de outros monumentos funerários nobres e burgueses. Ao todo são 16 epitáfios e 180 lápides, grande parte das quais são da Idade Média.
Desde a Reforma Protestante em 1536, todos os reis dinamarqueses e quase todas as rainhas foram enterrados na Catedral de Roskilde. De acordo com os epitáfios, a igreja também contém alguns túmulos reais da Era Viking. Acredita-se que os túmulos de Haroldo Dente-Azul e de seu bisneto Sueno Estridsen estejam em duas colunas no coro. O túmulo deste último foi aberto e análises de DNA foram realizadas, mas Haroldo Dente-Azul não foi encontrado.
Existem quatro capelas funerárias reais anexas à catedral: Capela de Cristiano I ou Capela da Santíssima Trindade, de aproximadamente 1460; Capela de Cristiano IV, de aproximadamente 1620; Capela de Frederico V, de cerca de 1775; e a Capela de Cristiano IX ou Capela de Glücksburgo, de 1925. Além disso, o cemitério de Frederico IX de 1985 está localizado fora da própria catedral. Além das capelas funerárias, o coro serve de sepultura e aqui jaz, entre outras, Margarida I.

## Coro

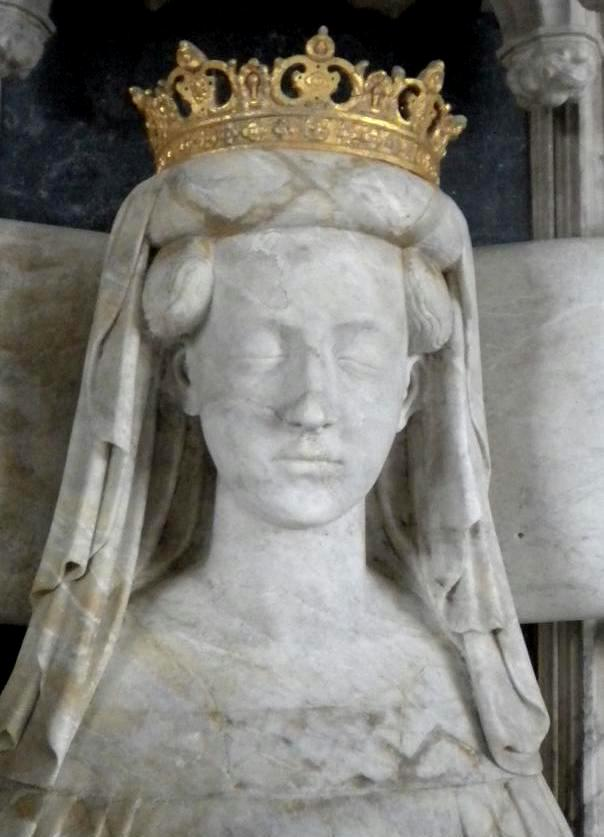
Detalhe do sarcófago de Margarida I

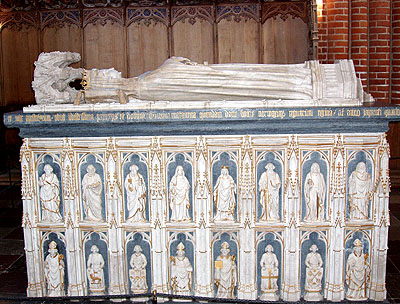
Sarcófago da rainha Margarida

Pelas colunas do coro, acredita-se que estejam os túmulos de Haroldo Dente-Azul, Sueno Barba-Bifurcada e Sueno Estridsen. Não se tem certeza quando se trata do túmulo de Sueno Barba-Bifurcada, mas os outros dois deveriam estar nos pilares. No próprio coro ficava antigamente o túmulo de Cristóvão da Baviera, mas este desapareceu.
O sarcófago de Margarida I está alinhado no coro, assim como os túmulos de Cristóvão da Dinamarca, Cristiano V, Carlota Amália de Hesse-Cassel, Frederico IV e Luísa de Meclemburgo-Güstrow.
Margarida I (1353–1412) foi rainha reinante durante a União de Kalmar. Ela era filha de Valdemar IV e Edviges de Schleswig. Através de seu casamento com Haakon VI Magnusson, ela foi rainha não reinante da Noruega de 1363 a 1380, rainha reinante da Noruega de 1388 até sua morte e rainha reinante da Dinamarca de 1375 até sua morte em 1412. Margarida foi considerada rainha da Dinamarca, embora ela não tenha se intitulado oficialmente como tal, mas usou o título de "esposa e marido em tempo integral e guardiã do reino da Dinamarca".
Após sua morte, ela foi enterrada junto com seu pai e filho Olavo II na igreja do mosteiro de Sorø. Sob a direção do bispo de Roskilde Peder Jensen Lodehat, o corpo foi removido à força e transferido para Roskilde no ano seguinte. O sarcófago foi feito em 1423 e é considerado o mais belo monumento funerário da Dinamarca da Idade Média. As decorações são feitas de alabastro. O sarcófago contém um caixão de chumbo com seus restos mortais e na tampa há uma inscrição dourada gravada em nome do sucessor Érico da Pomerânia. O sarcófago de Margarida nunca foi aberto, mas em conexão com uma restauração em 1950, pequenos furos foram feitos nele e uma camada de chumbo foi então introduzida.

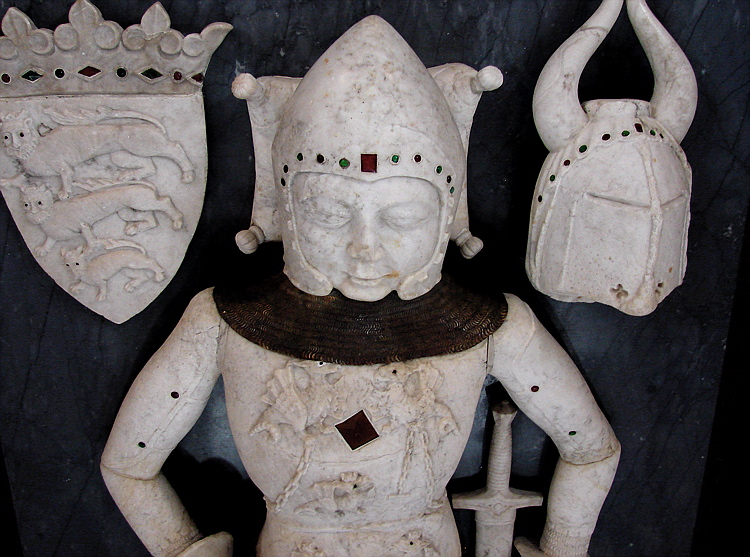
Cristóvão da Dinamarca era o irmão mais velho de Margarida I. Aqui ele é retratado em alabastro na Catedral de Roskilde, onde reside no coro.

Acredita-se que o sarcófago tenha sido feito por Johannes Junge de Lübeck.
No topo do sarcófago está a rainha em plena figura com uma coroa na cabeça e os olhos fechados. Ela é retratada como jovem, com traços limpos e suaves e é uma imagem idealizada; Margarida tinha cerca de 60 anos quando morreu. O comprimento/altura total é de aproximadamente 160 cm.
Anteriormente, o que também se supunha ser o seu vestido de festa, estava alinhado junto ao sarcófago, mas foi roubado por soldados suecos em 1659 e agora é mantido em Uppsala. A catedral exibiu uma pedra de amolar e um estandarte associado a ela. O vestido era de brocado italiano dourado e era considerado seu vestido de noiva. O vestido foi testado com datação por radiocarbono no laboratório Svedberg e datado do período 1400-1440. Pode, portanto, ter pertencido a Margarida, mas não pode ter sido o seu vestido de noiva. Não se sabe como o vestido foi parar na Catedral de Roskilde e foi mencionado pela primeira vez por um viajante inglês em 1593.

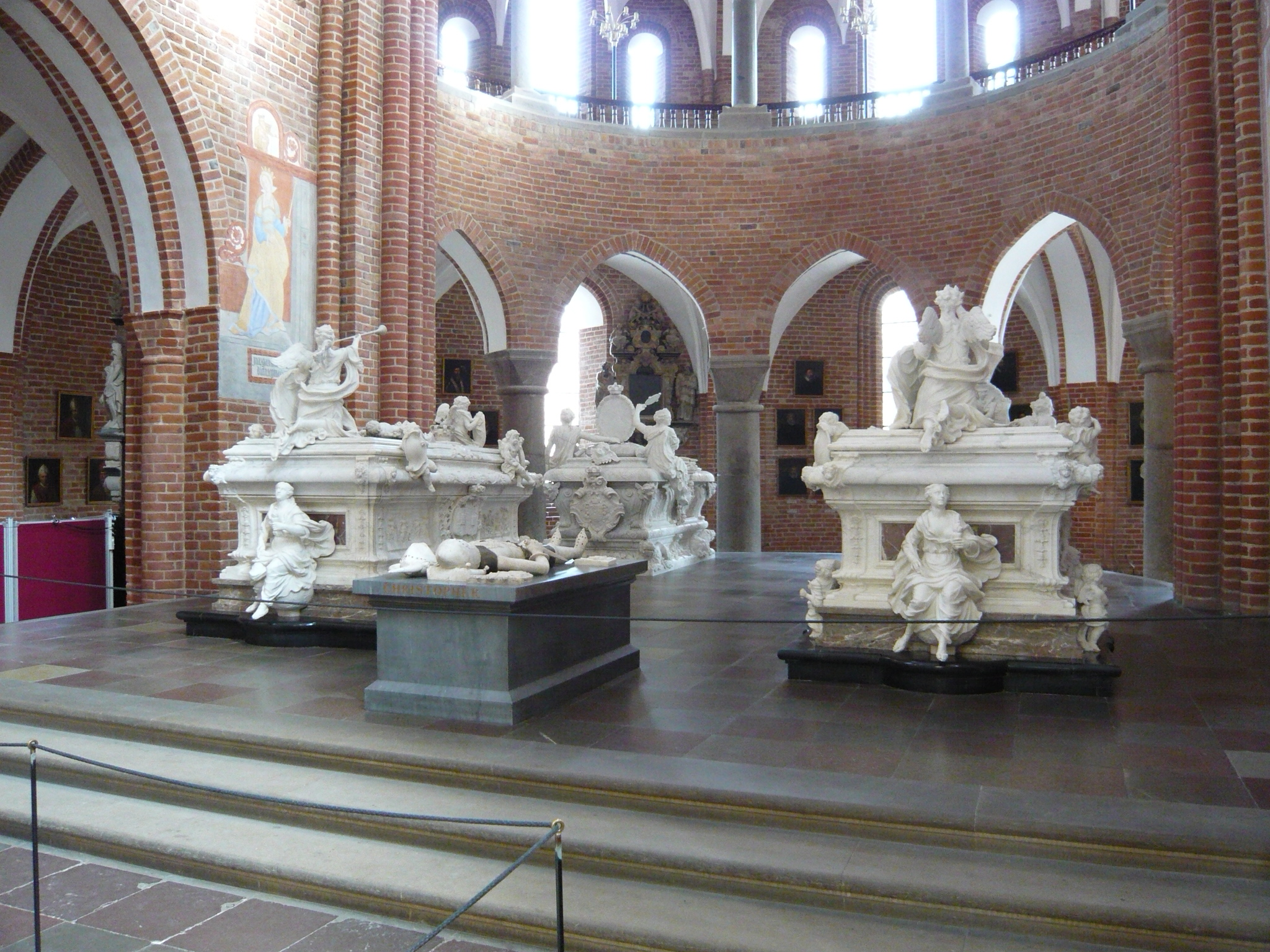
Visão geral da capela-mor mostrando o sarcófago com Luísa de Meclemburgo-Güstrow à esquerda, Cristóvão da Dinamarca em primeiro plano e o sarcófago acima de Frederico IV à direita.

Cristóvão da Dinamarca (- m. 1363) era o único filho de Valdemar Atterdag e Edviges de Schleswig e irmão mais velho de Margarida I. No Nordisk familjebok de 1911, volume 14, páginas 1453-1454, afirma-se que Cristóvão nasceu em 1344 e ele pode ter entre 19 e 20 anos quando morreu em 1363. O memorial é feito de alabastro e retrata um jovem cavaleiro com armadura completa cravejada de joias e cercado pelas armas da Dinamarca, Halland e Lolland. O próprio Cristóvão provavelmente está enterrado sob o chão da igreja - a lápide foi erguida pela primeira vez em 1878.
Em um lugar elevado do coro erguem-se quatro suntuosos sarcófagos de mármore barroco com Cristóvão da Dinamarca. Aqui jazem Cristiano V (1646–1699) e sua esposa Carlota Amália (1650–1714), seu filho Frederico IV (1671–1730) e sua primeira rainha Luísa (1667–1721).
A encomenda para fazer os sarcófagos de Cristiano V e Carlota Amália foi inicialmente dada a Andreas Gercken em 1716. As figuras e relevos foram de Johan Christopher Sturmberg. O trabalho adicional nos sarcófagos foi confiado a Didrick Gercken no ano seguinte.
Cristiano V era o filho legítimo mais velho de Frederico III e Sofia Amália, e tornou-se rei aos 24 anos, em 1670. Ele era casado com Carlota Amália de Hesse-Cassel e tornou-se pai de, entre outros, o mais tarde Frederico IV. Cristiano gostava de caçar e morreu após ser ferido por um cervo baleado em conexão com uma caça com cães em Dyrehaven. Ele foi rei entre 1670 e 1699.
Vinte anos após o trabalho nos sarcófagos de Cristiano V e Carlota Amália, Diderik Gercken também foi contratado para fazer os sarcófagos de Frederico IV e da rainha Luísa. Além disso, ele está por trás dos sarcófagos da rainha Ana Sofia e seus filhos.
Frederico IV tornou-se rei com a morte de seu pai em 1699. Nessa época, ele estava casado com Luísa de Meclemburgo-Güstrow há quatro anos, sem que isso o impedisse de se casar novamente em 1703 com Isabel Helena de Vieregg. Vieregg morreu no ano seguinte e foi enterrada na Igreja de São Salvador em Copenhague. Em 1712 ele se casou novamente com sua mão esquerda, Ana Sofia Reventlow (1693–1743). Após a morte da rainha em 1721, ele se casou com Reventlow como seu braço direito e ela se tornou rainha. Ana Sofia Reventlow queria ser enterrada ao lado de seu esposo e o filho de Frederico de seu primeiro casamento, Cristiano VI, permitiu que seu desejo fosse parcialmente atendido. Ele comprou a capela de Trolle onde ela está enterrada.

## Capela da Santíssima Trindade

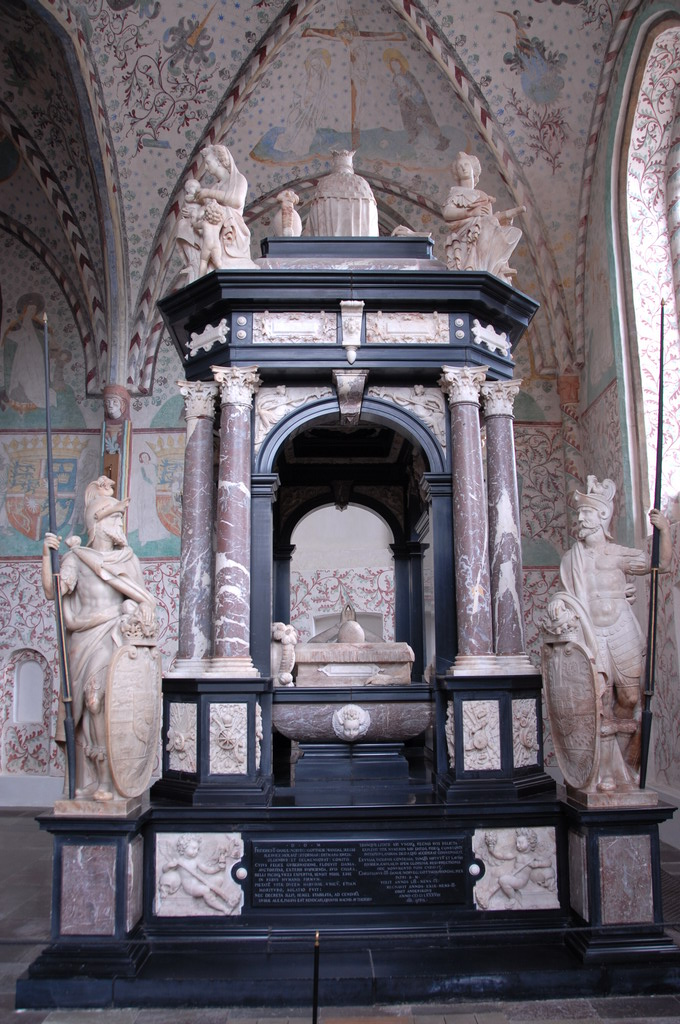
O monumento ao rei Frederico II e à rainha Sofia feito por Gert van Egen e erguido em 1598.

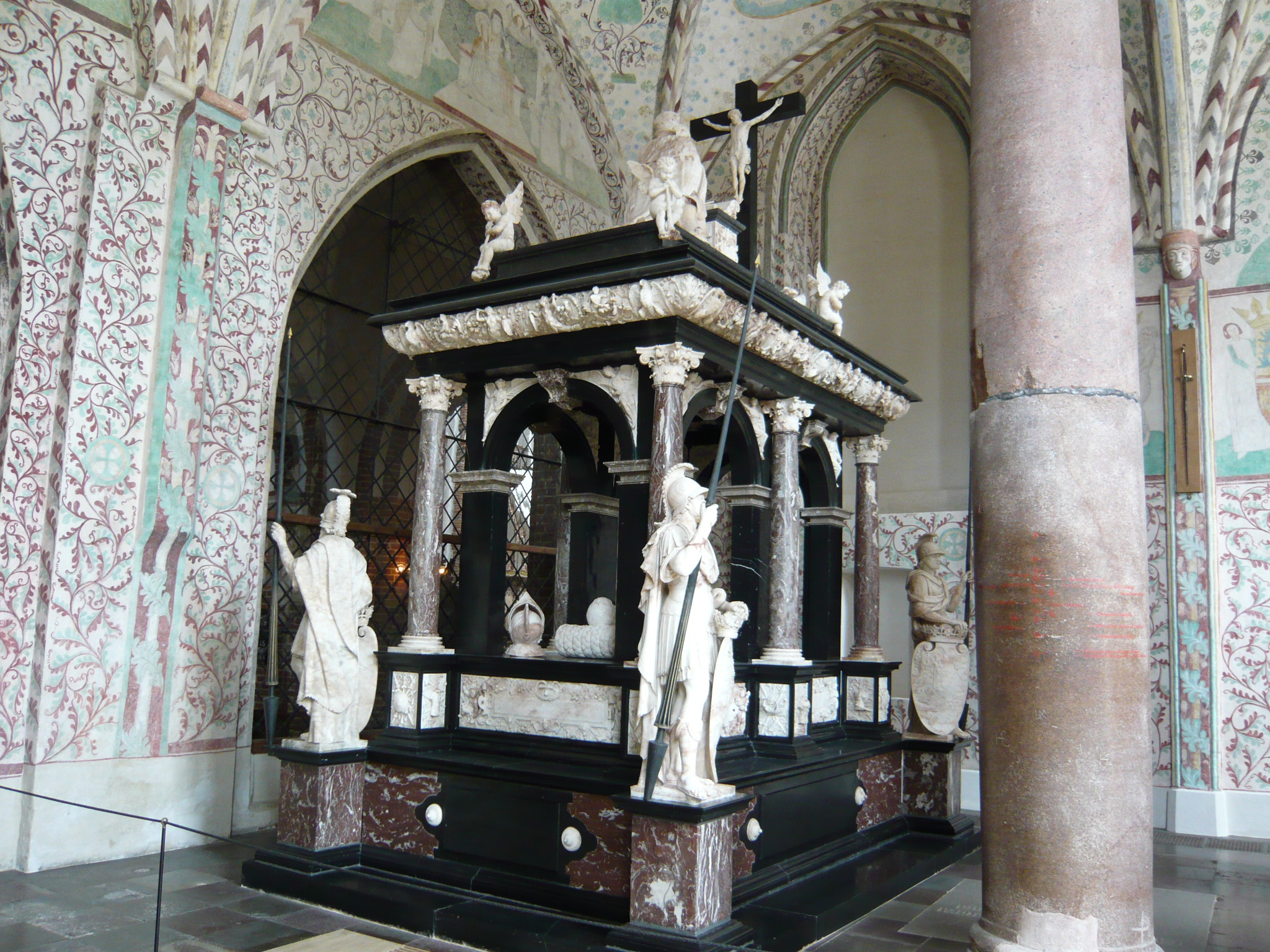
O monumento ao rei Cristiano III e à rainha Doroteia é adornado por Cristiano deitado sobre a tampa de alabastro. O monumento foi feito pelo escultor Cornelis Floris de Vriendt em Antuérpia nos anos 1574-1575.
Cristiano III (1503-1559) foi rei da Dinamarca de 1534 a 1559 e da Noruega de 1536 a 1559, e foi quem introduziu a Reforma Protestante no Reino da Dinamarca e Noruega.

A Capela da Santíssima Trindade foi construída na década de 1460 por iniciativa de Cristiano I. O objetivo original da capela era ser um local de encontro para uma ordem de cavaleiros que ele havia recentemente estabelecido, precursora da Ordem do Elefante.
A capela contém os túmulos de Cristiano I e sua esposa Doroteia de Brandemburgo, Cristiano III com sua esposa Doroteia de Saxe-Lauemburgo e Frederico II e Sofia de Meclemburgo-Güstrow.
Cristiano I (1426–1481) foi rei da Dinamarca, Noruega e Suécia e casou-se com Doroteia de Brandemburgo, que era viúva de Cristóvão da Baviera. Cristiano e Doroteia tiveram vários filhos e dois deles tornaram-se reis; João e Frederico I. Nenhum deles está enterrado na Catedral de Roskilde; João está na Catedral de São Canuto em Odense e Frederico na Catedral de Schleswig.
Cristiano I e Doroteia morreram em 1481 e 1496, respectivamente, e ambos estão enterrados no chão. No local onde estão, duas pedras foram colocadas como marcador.
A Capela da Santíssima Trindade é dominada pelos sarcófagos de Cristiano III e Frederico II. O sarcófago de Cristiano III e da rainha Doroteia é decorado com Cristiano deitado na tampa de alabastro. Ele está deitado com armadura completa e com as mãos levantadas e à sua frente em oração. O monumento da tumba é sustentado por seis colunas e no dossel está sentado um anjo em cada canto. No meio de uma das extremidades está montado um crucifixo com Jesus na cruz, em frente ao crucifixo o cristão está ajoelhado em oração. Ao redor do monumento estão quatro soldados em trajes romanos guardando o rei.
O monumento foi executado pelo escultor neerlandês Cornelis Floris de Vriendt em Antuérpia nos anos 1574–1575. Floris atuava em Antuérpia, onde também era membro da guilda local de São Lucas. Ele entregou vários monumentos funerários à Dinamarca, além do monumento à Cristiano III. Na Dinamarca, o estilo se espalhou e foi chamado de "Estilo Floris".

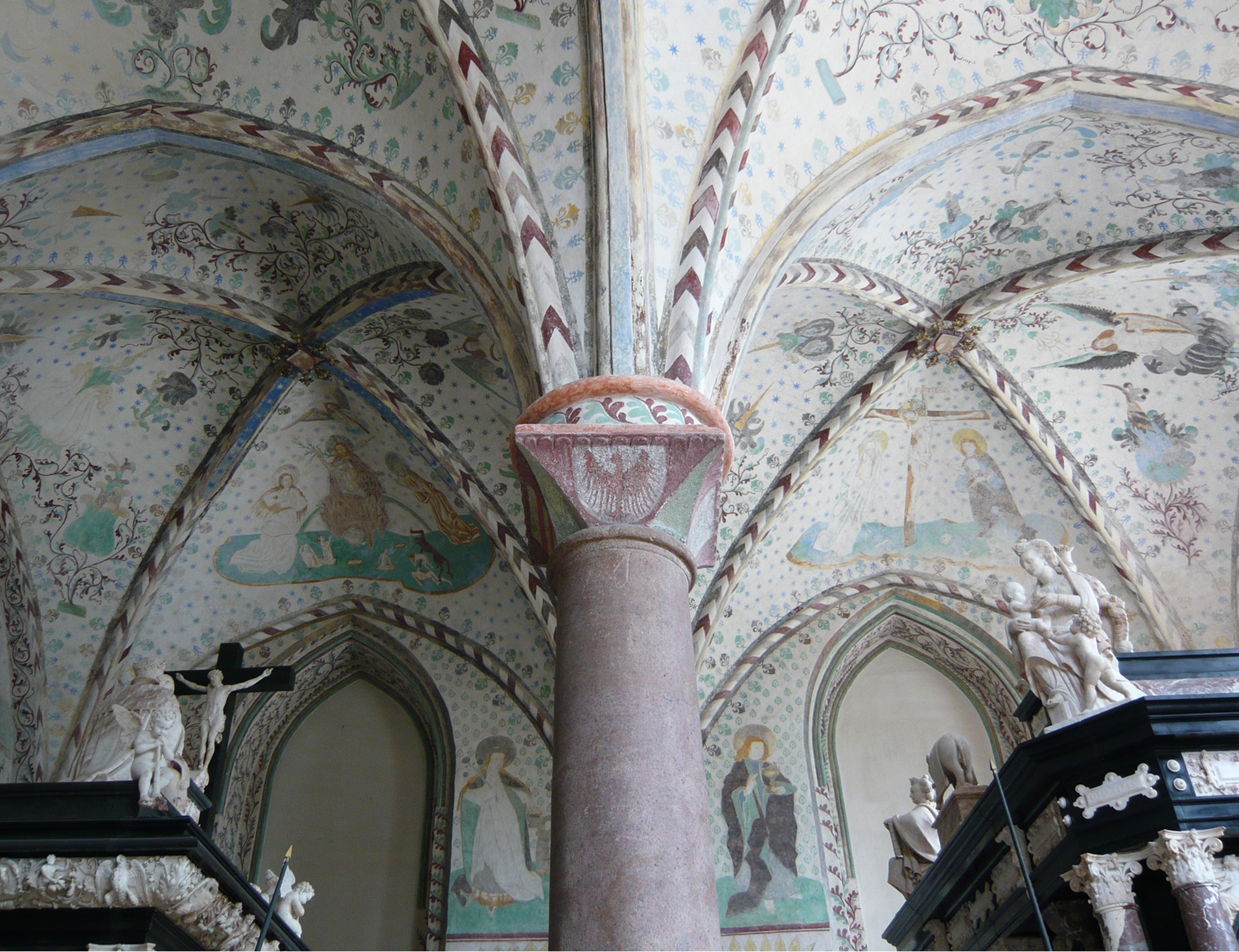
O pilar real da Capela da Santíssima Trindade com a águia vermelha do brasão de Brandemburgo; Cristiano I foi casado com Doroteia de Brandemburgo.

O monumento funerário a Cristiano III foi encomendado em 1569 e concluído em agosto de 1575. Foi erguido na catedral em 1578.
Cristiano III (1503–1559) foi rei da Dinamarca de 1534 a 1559, e da Noruega de 1536 a 1559, e foi quem introduziu a Reforma Protestante no Reino da Dinamarca e Noruega. Ele também é lembrado pela Bíblia de Cristiano III, que foi a primeira tradução completa da Bíblia impressa em dinamarquês e lançada em 1550.
O memorial de Frederico II (1534-1588, rei de 1559 a 1588) e da rainha Sofia fica ao lado do de Cristiano III. Foi criado por iniciativa de Cristiano IV e sua mãe, a rainha viúva Sofia, e foi encomendado a Gert van Egen em 1589. Gert van Egen foi empregado ao serviço do rei Frederico II como escultor em Kronborg e acredita-se que ele teve importantes tarefas com a decoração do castelo.
Frederico morreu em abril de 1588 e foi enterrado na catedral em 5 de junho do mesmo ano. O monumento sobre o túmulo foi erguido em 1598 e é essencialmente uma cópia do monumento de Cristiano III. Nas páginas há cenas da campanha do rei em Dithmarschen e da Guerra dos Sete Anos. Uma carta da rainha viúva Sofia parece que ele deveria realizá-lo de acordo com os modelos fornecidos e, portanto, não está claro até que ponto o monumento é obra do próprio van Egen.
Tanto o sarcófago de Cristiano III quanto o de Frederico II estão vazios, os reis e suas esposas estão enterrados em criptas baixas sob o chão.
A capela é sustentada por uma coluna real na qual estão gravadas as alturas de várias pessoas reais. Vários dos objetivos são provavelmente mais fantasia do que realidade; por exemplo, Cristiano I é marcado com uma altura de quase 2,20 metros e o czar Pedro, o Grande da Rússia, com 2,08 metros.

## Capela de Cristiano IV

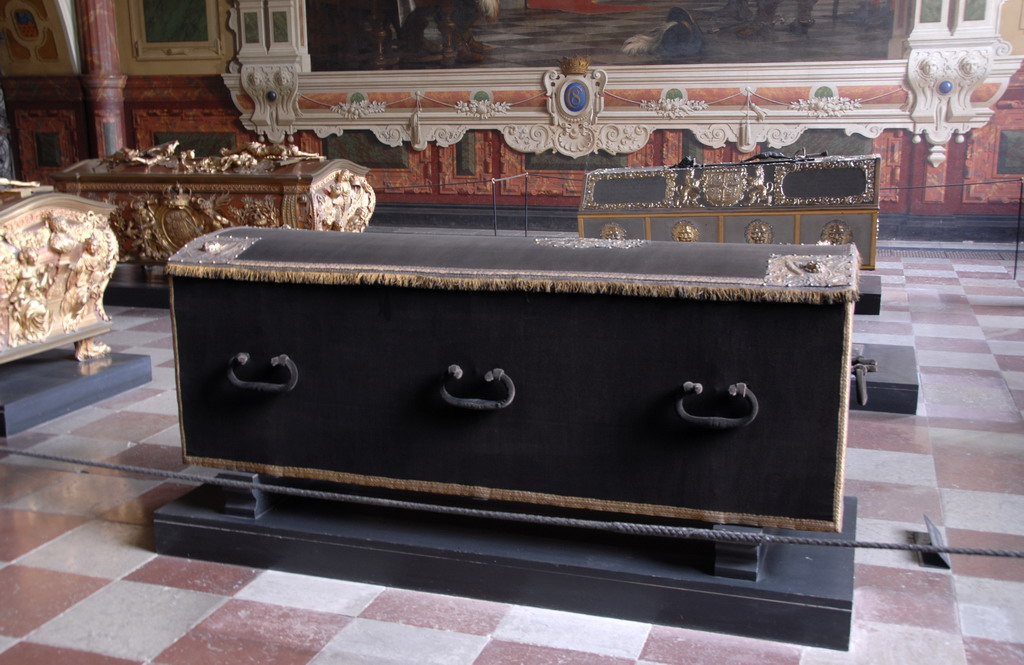
O sarcófago de Ana Catarina. Ana Catarina (1575–1612) foi rainha da Dinamarca e da Noruega através de seu casamento com Cristiano IV.

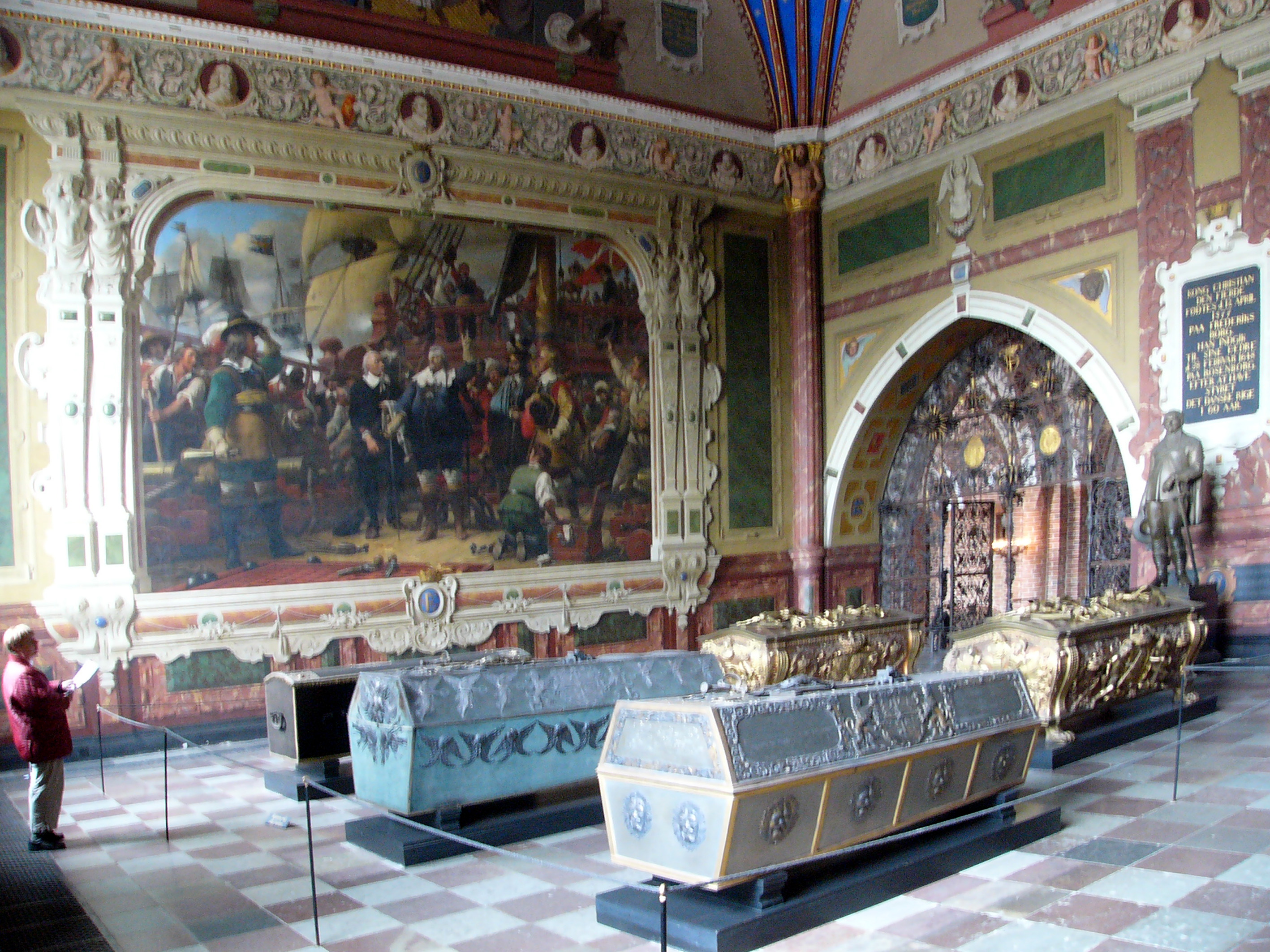
Capela de Cristiano IV. À frente, à esquerda, Ana Catarina, Cristiano IV e Cristiano, Príncipe Eleito. Atrás: Sofia Amália e Frederico III. A pintura é Christian 4. på Trefoldigheden, de Wilhelm Marstrand.

Na capela de Cristiano IV estão Cristiano IV com sua esposa Ana Catarina, bem como seus filhos Cristiano e Frederico III com sua esposa Sofia Amália. A capela é do Renascimento e foi projetada pelos arquitetos de Cristiano IV, Lorentz e Hans van Steenwinckel, o Jovem. Foi concluída em 1642, seis anos antes da morte do rei, mas estava quase sem decoração além da grade de Caspar Fincke.
Cristiano IV (1577–1648) era filho de Frederico II e Sofia de Mecklemburgo e tinha apenas 11 anos quando seu pai morreu em 1588. Ele foi coroado rei pela primeira vez em 1596. Sua esposa Ana Catarina morreu já em 1612 e mais tarde ele se casou com Cristina Munk. Ele morreu em 28 de fevereiro de 1648 no Castelo Rosenborg e foi enterrado na Catedral de Roskilde em 18 de novembro do mesmo ano. Cristiano jaz em um único caixão equipado no meio da empena da capela e na tampa está sua ordem de cavaleiro. A rainha Ana Catarina está à sua esquerda e seu filho Cristiano à direita.
Com a ascensão do romantismo no século XIX, decidiu-se que a capela deveria ser decorada. As paredes são dominadas pelas pinturas de Wilhelm Marstrand Christian 4. på Trefoldigheden e Christian IV dømmer Rosenkrantz. A capela também contém uma escultura de Cristiano IV de Bertel Thorvaldsen e afrescos de Heinrich Eddelien que foram executados por volta de 1847.
O filho de Cristiano IV e Ana Catarina, Frederico III, foi o primeiro rei absoluto da Dinamarca e da Noruega. Ele sentou-se no trono de 1648 até sua morte em 1670. Frederico e sua esposa Sofia Amália estão cada um em um sarcófago de cobre com decorações de latão.
Frederico foi originalmente enterrado em um sarcófago diferente daquele em que está agora. O ourives da corte Ferdinand Küblich foi contratado para o sarcófago e ele era feito de cobre com decorações em prata. Küblich foi o artista por trás dos três grandes leões de prata em tamanho real de Frederico encontrados no Castelo de Rosenborg; o rei encomendou seis peças, mas elas não foram concluídas antes de sua morte. A capela-ardente do rei na igreja do Castelo de Copenhague era guardado por três leões. O sarcófago foi decorado com decorações de prata pesando 70 quilos.
Em 1688, o sarcófago foi substituído pelo atual. Foi executado por Küblich em colaboração com Johan Kohlmann e Jean Henri de Moor após os desenhos de Lambert van Haven. O sarcófago de Sofia Amélia foi feito pelo mesmo. Não se sabe o que se tornou o sarcófago original.
A tradição dos três leões de prata guardando a capela ardente do falecido monarca permaneceu desde então e é a única coisa para a qual são usados.

## Capela de Frederico V
| |  | |
| O sarcófago de Frederico V, de Johannes Wiedewelt, repousa sobre um pedestal. Atrás, uma coluna carrega um medalhão com o retrato do rei, a coluna é coroada por uma urna. Nas extremidades do sarcófago estão duas figuras femininas representando a Dinamarca e a Noruega em luto profundo. Créditos: FaceMePLS |  | O sarcófago de Luísa da Grã-Bretanha, de Carl Frederik Stanley, é colocado diagonalmente em frente ao sarcófago de seu esposo Frederico V. Luísa era a mãe, entre outros, do posterior Cristiano VII. Ela morreu no parto com apenas 27 anos. Créditos: Slaunger |

A capela de Frederico V foi originalmente projetada em estilo neoclassicista pelo arquiteto Caspar Frederik Harsdorff em 1774. Não foi concluída, sendo concluída apenas em 1825 por Christian Frederik Hansen.
A capela contém 11 túmulos: Frederico V, Luísa da Grã-Bretanha, Juliana Maria, Cristiano VI, Sofia Madalena, Cristiano VII, Frederico VI, Maria Sofia, Cristiano VIII, Carolina Amália e Frederico VII.
Frederico V (1723–1766) foi rei da Dinamarca e da Noruega de 1746 até sua morte. Ele é particularmente lembrado pela construção de Frederiksstaden, que leva seu nome e da estátua equestre projetada por Jacques Saly, situada em Amalienborg Slotsplads.
Frederico foi casado duas vezes. Sua primeira esposa foi Luísa da Inglaterra (1724–1751) e, após a morte dela, casou-se com Juliana Maria (1729–1796). Ambas as cônjuges estão sepultadas na capela.
O sarcófago de Frederico V foi feito em mármore por Johannes Wiedewelt. O monumento é considerado a obra-prima do artista. O monumento tem um comprimento de aproximadamente 2,5 metros e altura em torno de 1,8 metro. O sarcófago repousa sobre um pedestal e é adornado com diversas esculturas. Atrás dele, um pilar ostenta um medalhão com o retrato do rei. A coluna é coroada por uma urna. Nas extremidades do sarcófago sentam-se duas figuras femininas altas e coroadas, Dinamarca e Noruega, como se estivessem em luto profundo.

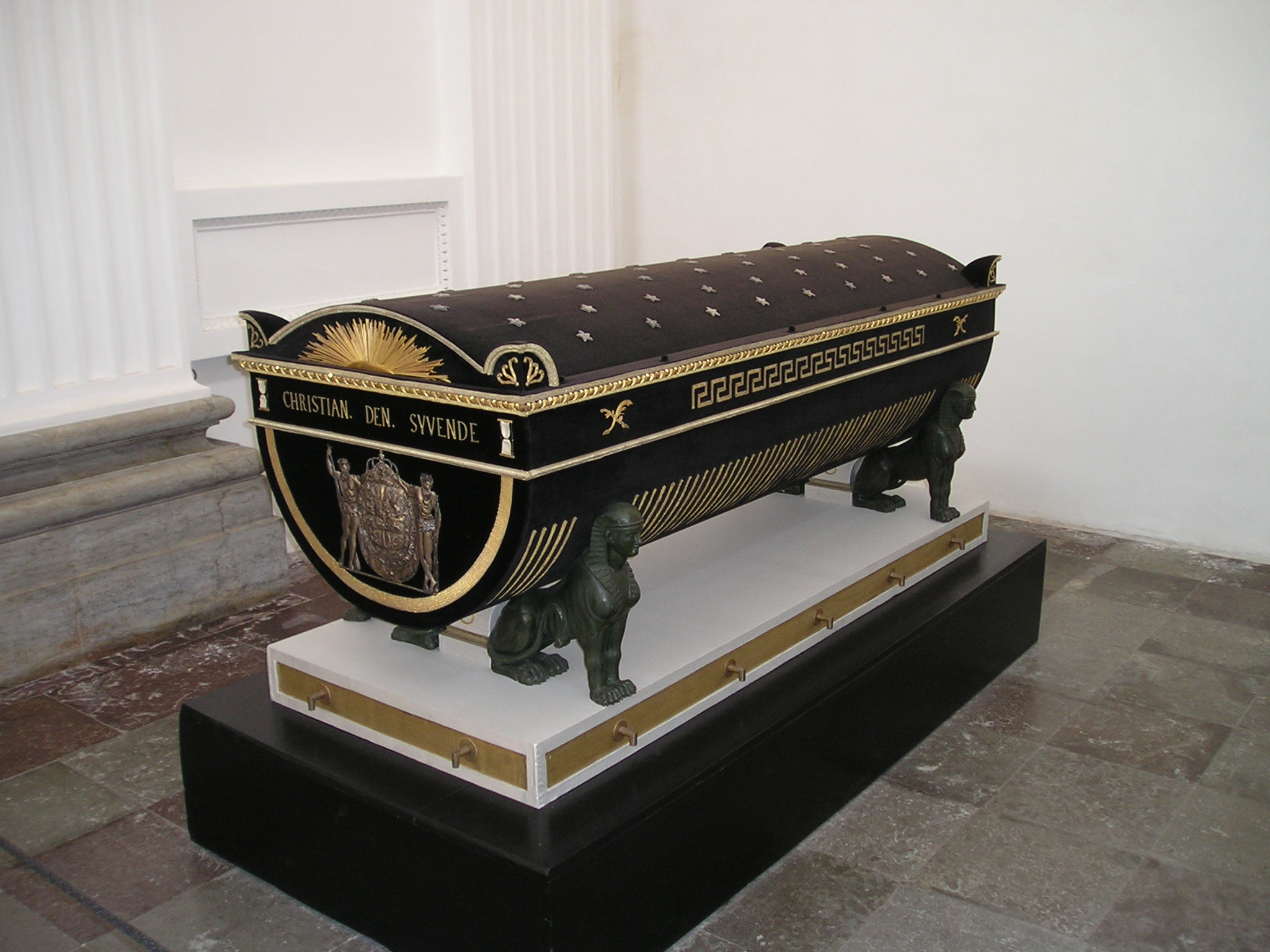
Cristiano VII (1749-1808). Rei da Dinamarca e da Noruega de 1766 até sua morte. De 1784 até a morte de Cristiano, foi na realidade o filho, o mais tarde Frederico VI, o chefe real interino.

O sarcófago da rainha Luísa foi feito por Carl Frederik Stanley e é considerado a obra-prima do artista. Ele está situado diagonalmente em frente ao sarcófago de Frederico V.

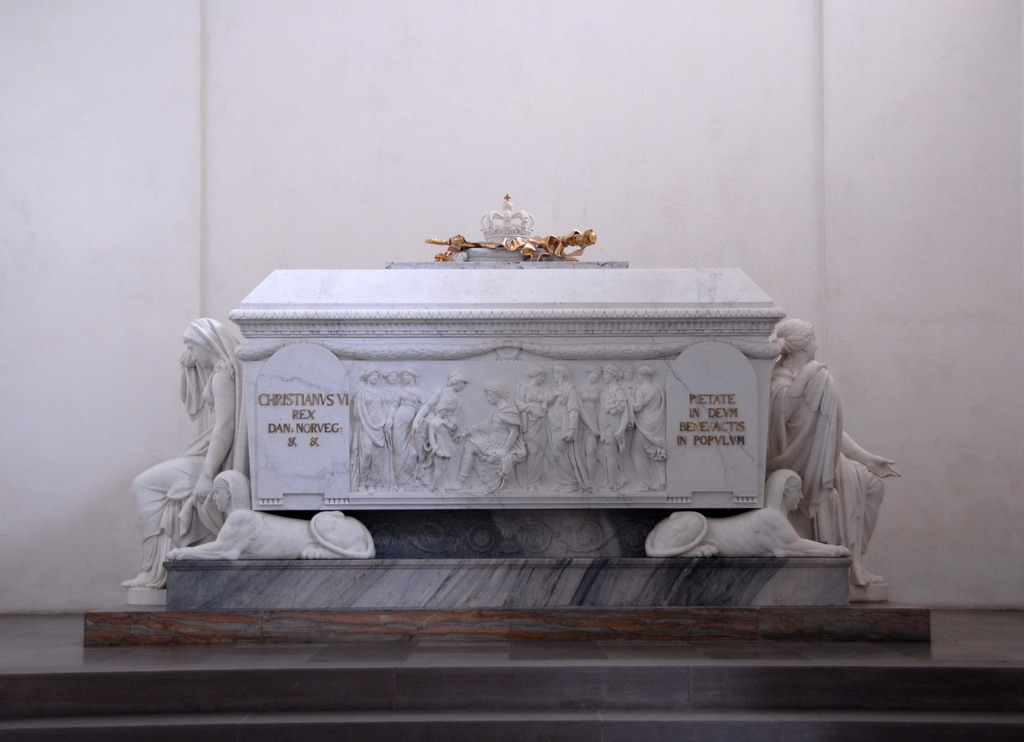
O sarcófago de mármore de Cristiano VI foi executado por Johannes Wiedewelt de 1760 a 1768.

Os pais de Frederico V, Cristiano VI (1699–1746), que foi rei da Dinamarca e da Noruega de 1730 a 1746, e Sofia Madalena (1700–1770) estão localizados em duas salas laterais. O monumento tumular de Cristiano VI também é uma obra de Wiedewelt.
Cristiano VII foi rei da Dinamarca e da Noruega de 1766 até sua morte. De 1784 até a morte de Cristiano, foi na realidade o filho, o mais tarde Frederico VI, o chefe real interino, já que Cristiano era louco. A esposa de Cristiano VII, Carolina Matilde, não estão enterrada na Catedral de Roskilde. O casal se divorciou e ela foi exilada em Celle, onde foi enterrada na Igreja Municipal de Santa Maria.
O sarcófago de Cristiano VII foi feito por Matthias Hansen sob o comando de seu tio Christian Frederik Hansen.

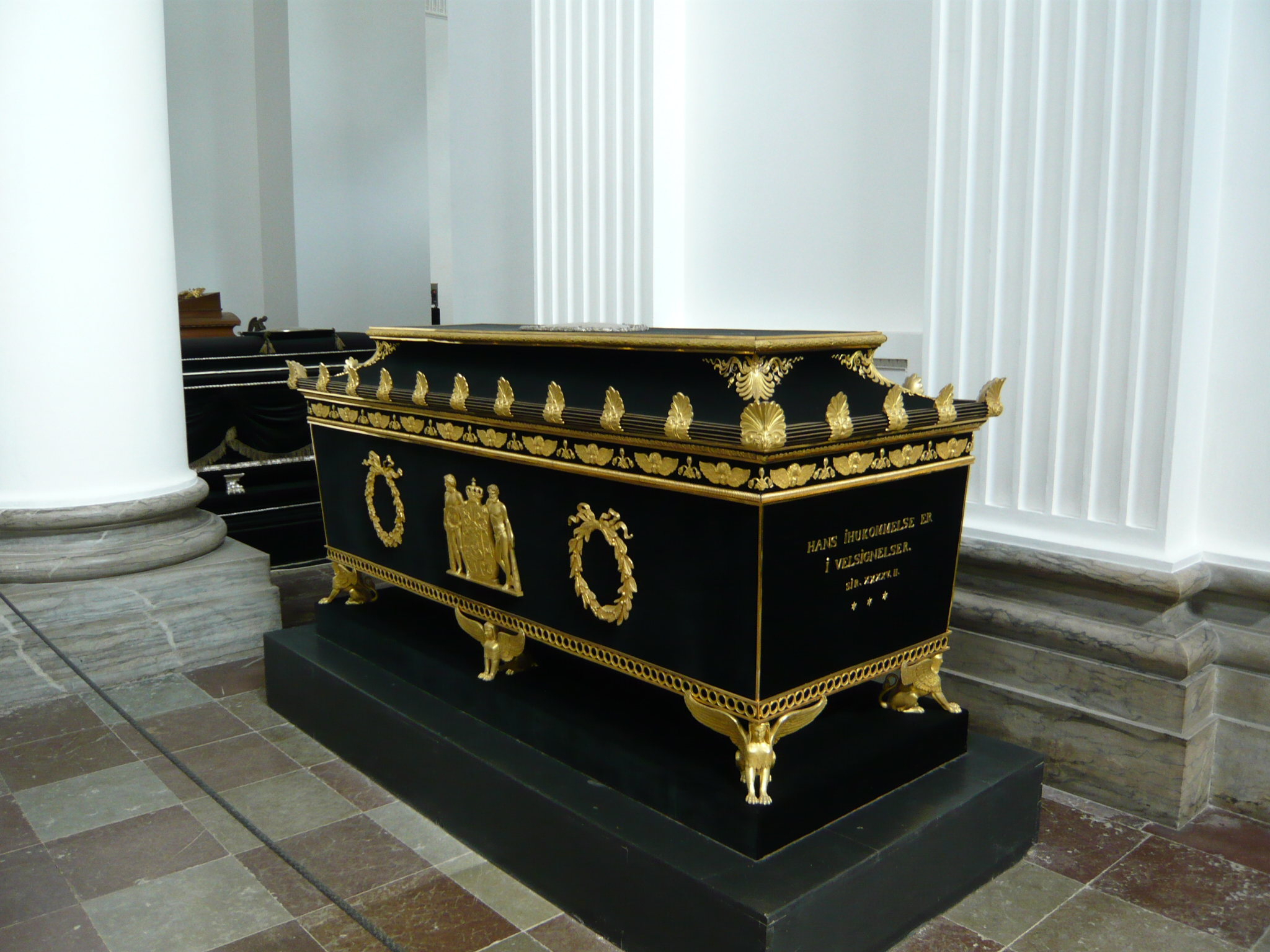
Sarcófago de Frederico VI feito de acordo com os desenhos de Jørgen Hansen Koch

O arquiteto Jørgen Hansen Koch deixou uma obra marcante na capela. Koch conheceu Cristiano Frederico, o mais tarde Cristiano VIII, durante uma estadia na Itália em 1819 e eles formaram uma amizade para toda a vida. Quando Frederico VI morreu em 1839, Koch preparou o rascunho de um caixão quatro dias depois e o aprovou pelo novo rei, Cristiano VIII. O caixão foi usado para o funeral propriamente dito.
O caixão de Frederico VI é um clássico do império tardio com elementos da antiguidade com pés de leão e esfinges. Quando sua esposa Maria Sofia morreu em 1852, ela recebeu uma cópia do caixão de seu esposo.
Frederico VI (1768-1839) foi rei da Dinamarca de 1808 a 1839 e da Noruega de 1808 a 1814. Ele era filho de Cristiano VII e Carolina Matilde. A popularidade de Frederico estava em declínio nos últimos anos de seu reinado e os habitantes de Copenhague vaiaram enquanto seu caixão era carregado pelas ruas de Copenhague a caminho de Roskilde. Quando a procissão se aproximou de Roskilde, os agricultores da região retiraram o caixão e carregaram-no até a catedral. A ação foi um gesto para mostrar gratidão ao rei pela abolição do stavnsbåndet e melhoria das condições dos agricultores.
Quando Cristiano VIII morreu em 1848, Koch rapidamente apresentou uma proposta que foi utilizada e o sarcófago do rei foi desenhado de acordo com seus desenhos. A viúva de Cristiano VIII, Carolina Amália, sobreviveu muitos anos ao marido e só morreu em 1881. Em seguida, ela recebeu um sarcófago semelhante ao de seu marido, de acordo com os desenhos de Koch.
Aliás, Koch também realizou os desenhos dos sarcófagos da irmã de Cristiano VIII, Juliane Sophie, e de seu esposo, Frederico Guilherme de Hesse; eles estão enterrados na capela funerária sob a capela de Frederico V.
Cristiano VIII (1786–1848), muitas vezes referido como Cristiano Frederico na Noruega, foi por dois períodos distintos rei da Noruega e depois rei da Dinamarca. Ele foi rei da Noruega de 17 de maio de 1814 a 10 de outubro de 1814 e da Dinamarca de 1839 até sua morte. Cristiano foi casado duas vezes; primeiro com Carlota Frederica com quem teve seu filho Frederico VII. O casal mais tarde se divorciou e ele se casou com Carolina Amália. Cristiano VIII foi o último rei absoluto da Dinamarca e, portanto, o último a ser ungido e a colocar a coroa na cabeça.
Carlota Frederica viveu em Roma nos últimos anos de sua vida está enterrada atrás da Igreja de São Pedro.
Frederico VII (1808–1863) foi o primeiro rei após a queda da monarquia em 1848 e foi rei até sua morte. Ele não teve filhos e assim se tornou o último rei da Casa de Oldemburgo. O sarcófago de Frederico VII foi desenhado por Theodor Zeltner.

## Capela de Cristiano IX

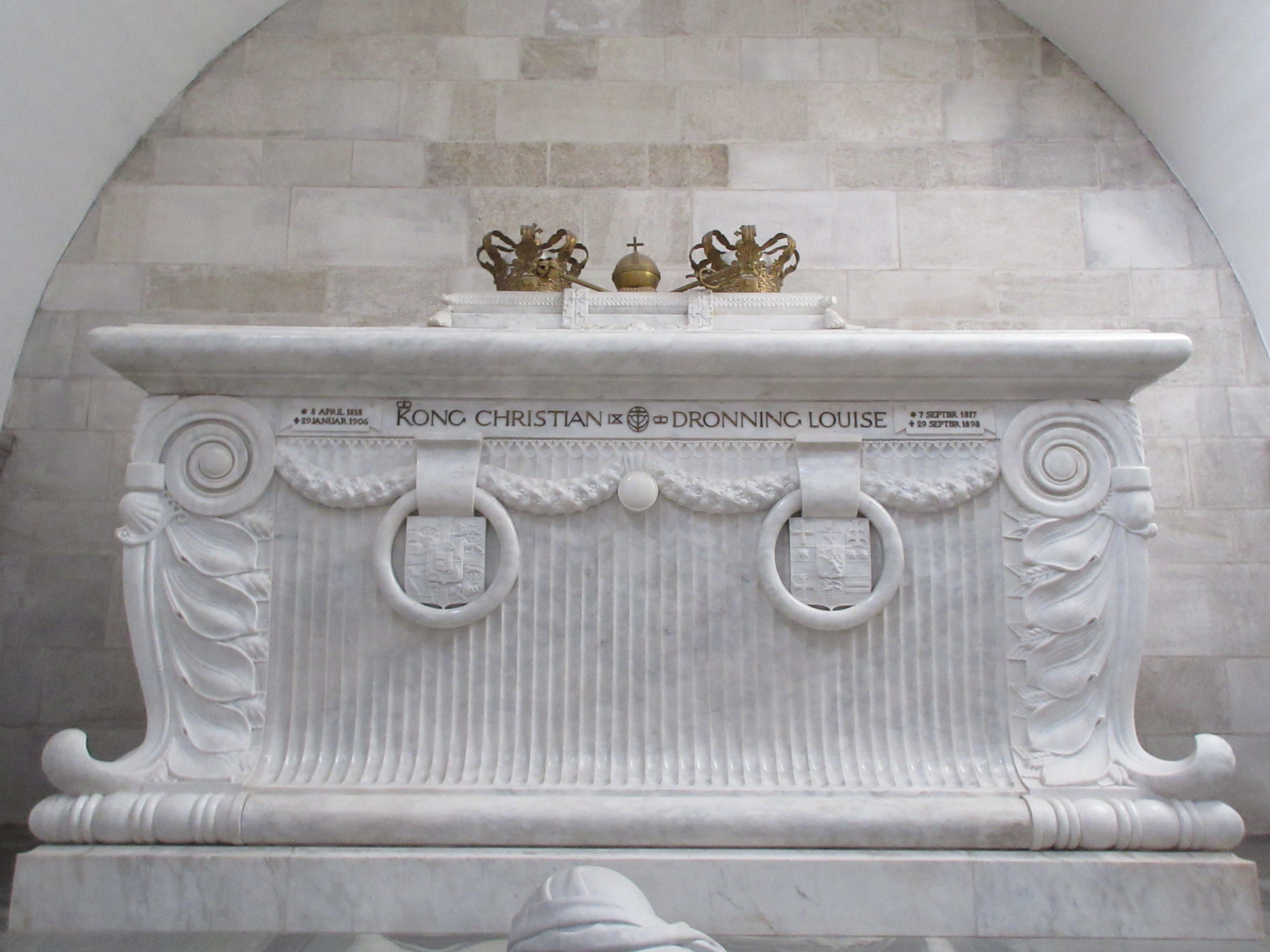
O sarcófago duplo de Cristiano IX e Luísa de Hesse-Cassel desenhado por Hack Kampmann.

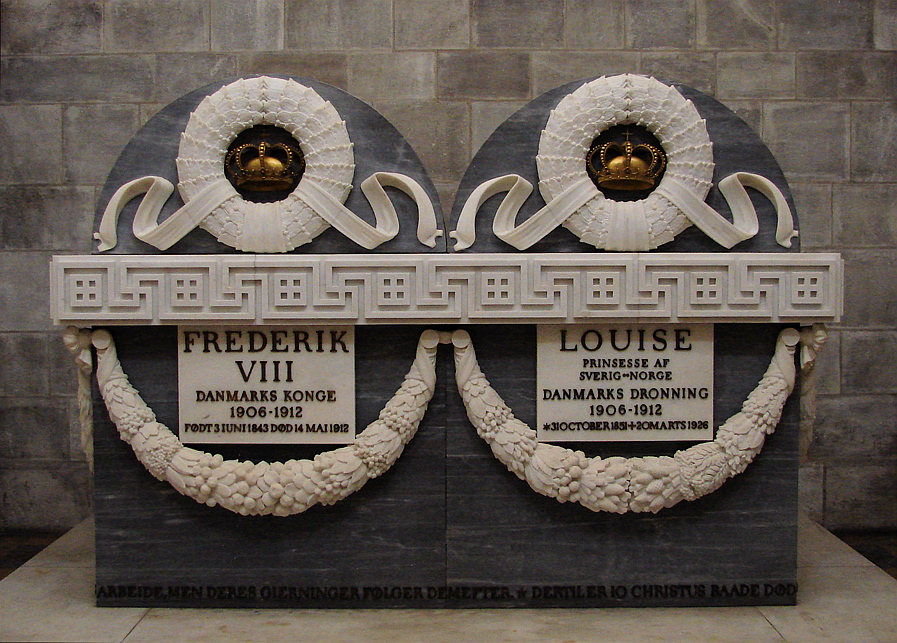
O sarcófago de Frederico VIII (1843–1912) e sua esposa Luísa (1851–1926). Frederico foi rei de 1906 até sua morte.

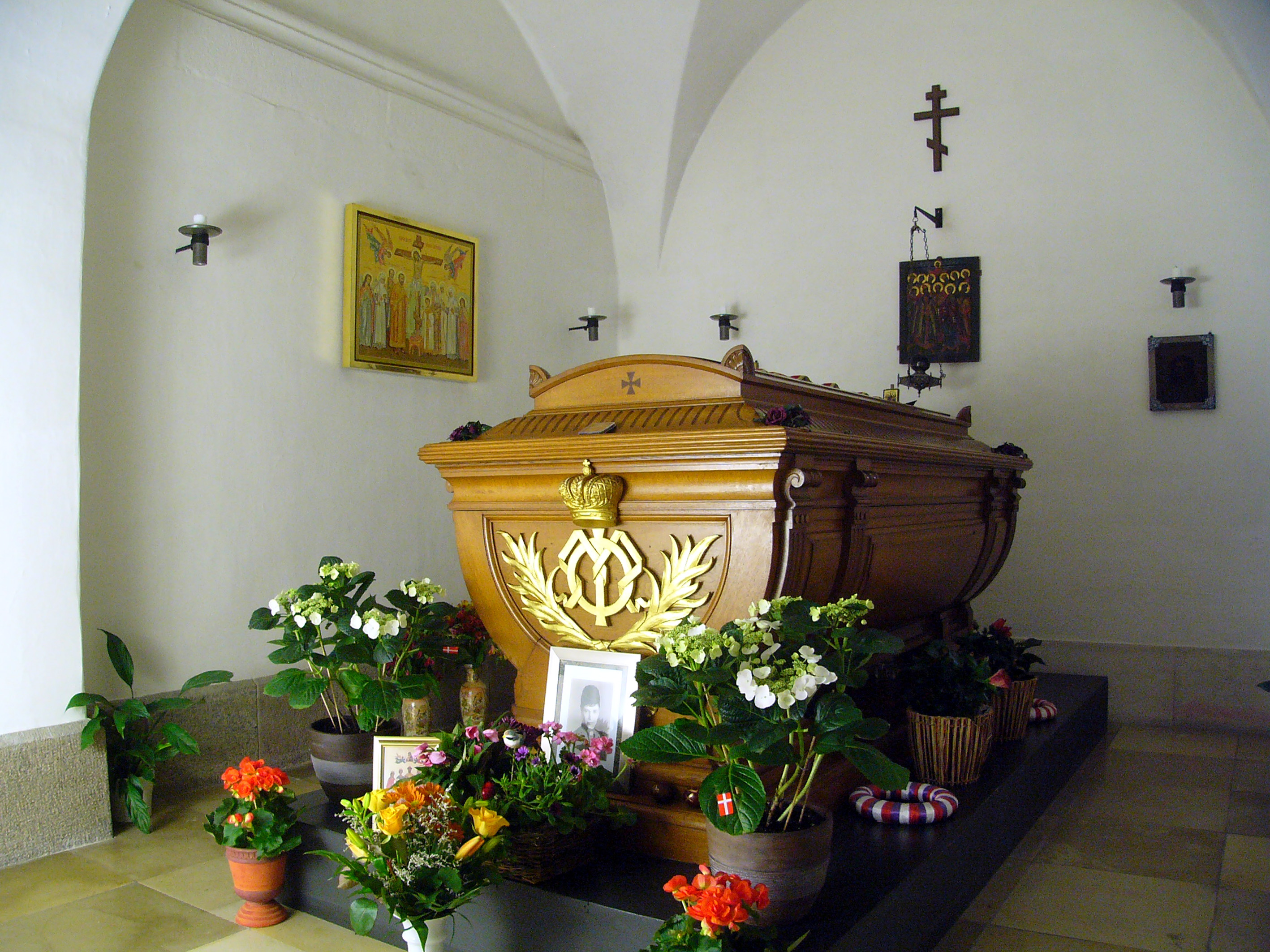
O caixão de Maria Feodorovna enquanto ainda estava na Catedral de Roskilde.

A Capela de Cristiano IX ou Capela de Glücksburgo foi construída entre 1917 e 1924 pelo arquiteto Andreas Clemmensen. No meio da capela estão Cristiano IX (1818-1906) e a rainha Luísa (1817-1898) em um sarcófago duplo projetado por Hack Kampmann. O sarcófago é cercado por figuras femininas assinadas por Edvard Eriksen.
Cristiano IX da Dinamarca (1818–1906) foi rei de 1863 a 1906, o primeiro rei dinamarquês da Casa de Glücksburgo e frequentemente chamado "sogro da Europa". Ele era casado com Luísa de Hesse-Cassel (1817–1898), sobrinha de Cristiano VIII.
Frederico VIII (1843–1912) e sua esposa Luísa (1851–1926) também estão nessa capela. Eles descansam em um sarcófago duplo projetado por Einar Utzon-Frank.
Frederico VIII da Dinamarca (1843–1912) era o filho mais velho de Cristiano IX e Luísa de Hesse-Cassel e assumiu o trono com a morte de seu pai em 1906. Naquela época, ele já era príncipe herdeiro há 43 anos. Frederico casou-se com Luísa da Suécia (1851–1926) em 1869. Além do herdeiro do trono, Cristiano X, eles tiveram vários filhos, incluindo Carlos da Dinamarca, o mais tarde Haakon VII da Noruega.
O último casal a repousar nesta capela é Cristiano X (1870–1947), que foi rei da Dinamarca de 1912 a 1947, e sua esposa Alexandrina (1879–1952), que descansam em dois caixões simples de mármore projetados por Kaare Klint.
Quando Maria Feodorovna – nascida Dagmar e filha de Cristiano IX e Luísa – morreu em 1928, uma breve cerimônia foi realizada pela primeira vez na Igreja de Alexandre Nevski em Copenhague e depois uma cerimônia ortodoxa russa na Catedral de Roskilde antes do sarcófago da imperatriz ser colocado na capela.
Em 1957 o caixão foi transferido para a cripta sob a capela e em setembro de 2006 foi enviado para a Rússia. Era desejo da rainha ser enterrada ao lado de seu marido Alexandre III na Catedral de São Pedro e São Paulo em São Petersburgo, quando a Rússia se tornasse livre.
Quando Frederico IX morreu em 1972, o seu caixão foi colocado na capela coberta com a bandeira, guardada pelos três leões de prata da insígnia da coroa e ladeada por dois candelabros em forma de âncoras. O rei foi sepultado em 1985 e apenas os candelabros permanecem na capela.

## Octógono

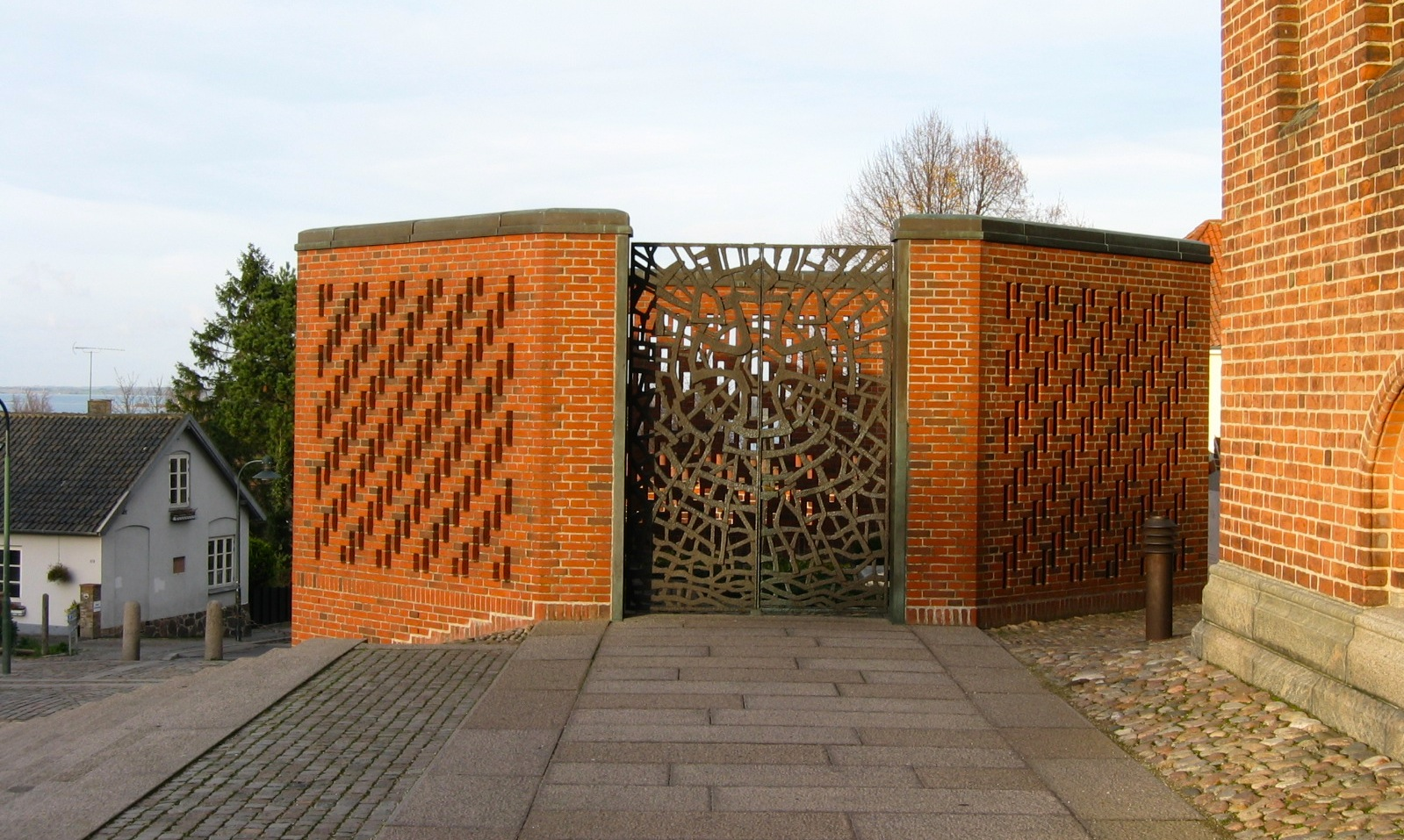
Local de sepultamento de Frederico IX.

O cemitério do Octógono ou de Frederico IX é a mais nova capela da catedral e foi construído após a morte de Frederico IX. Foi mobiliado para Frederico IX e seus descendentes e está localizado fora do canto noroeste da igreja.
O cemitério foi inaugurado em 23 de setembro de 1985 e foi o primeiro cemitério fora da própria catedral. Houve duas razões para a construção; uma delas era que Frederico IX desejava ser enterrado fora da catedral e, além disso, não havia mais espaço na capela de Cristiano IX.
O cemitério foi projetado pelo arquiteto Vilhelm Wohlert em colaboração com Inger e Johannes Exner. Constiste em um octógono simples de tijolos sem telhado com um portal de entrada de bronze projetado por Sven Havsteen-Mikkelsen. A lápide foi esculpida em granito da Groenlândia pelo escultor Erik Heide. Só foi selado permanentemente após o funeral da rainha Ingrid em 2000.

## Capela de Santa Brígida
A rainha Margarida II escolheu a Capela de Santa Brígida como futuro local de sepultamento para ela e o príncipe Henrique, com um sarcófago duplo criado pelo artista Bjørn Nørgaard. A capela está localizada no lado norte da catedral e data de 1485.
Vários estão enterrados na Capela de Santa Brígida, tanto no chão como em suas próprias criptas. Em uma das criptas estão três dos filhos de Cristiano IV e Cristina Munk. Dois desses caixões infantis foram abertos em 1980.

## Literatura
- Niels Peter Stilling: Danmarks kirker, København: Politikens Forlag, 2000, ISBN 87-5676-059-0
- Inge Adriansen: Nationale symboler i det danske rige 1830 – 2000: Fra undersåtter til nation ISBN 87-7289-794-5
- Geijer/Franzén/Nockert: Drottning Margaretas gyllene kjortel i Uppsala domkyrka, Kungl.vitterhets historie og antikvitets akademien, Stockholm 1994, ISBN 91-7402-249-0
- Anette Kruse: Roskilde domkirke, Roskilde Domkirkes Salgsfond, 2003, ISBN 87-90043-13-8